# Checco Zalone

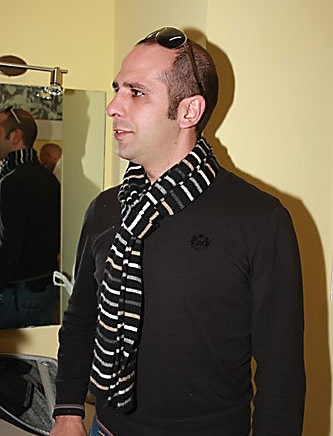
Checco Zalone

Luca Pasquale Medici (Bari, 3 juni 1977) bekend onder de artiestennaam Checco Zalone is een Italiaans acteur, komiek en zanger.

## Loopbaan
Luca debuteerde als acteur in 2009  in de film Cado dalle nubi, gevolgd door Che bella giornata in 2011. In 2013 brak hij een record met Sole a catinelle. Het is de tweede meest succesvolle film in Italië achter Avatar.